# Trogloneta cantareira
Espèce
Trogloneta cantareira est une espèce d'araignées aranéomorphes de la famille des Mysmenidae.

## Distribution
Cette espèce est endémique du Brésil. Elle se rencontre dans les États du Minas Gerais, de Rio de Janeiro, de São Paulo, du Paraná et du Rio Grande do Sul.

## Description
Le mâle holotype mesure 2,15 mm et la femelle paratype 2,55 mm.

## Étymologie
Son nom d'espèce lui a été donné en référence au lieu de sa découverte, le parc d'État de Cantareira.

## Publication originale
- Brescovit & Lopardo, 2008 : The first record on the spider genus Trogloneta Simon in the southern hemisphere (Araneae, Mysmenidae), with descriptions of three new species from Brazil and remarks on the morphology. Acta Zoologica, Stockholm, vol. 89, p. 93-106.